# Fjällpärlemorfjäril
Fjällpärlemorfjäril (Boloria napaea) är en fjärilsart som beskrevs av Hoffmannsegg 1804. Fjällpärlemorfjäril ingår i släktet Boloria och familjen praktfjärilar. Enligt den finländska rödlistan är arten nära hotad i Finland. Arten är reproducerande i Sverige. Artens livsmiljö är fjällängar. Inga underarter finns listade i Catalogue of Life.
Artens europeiska utbredningsområde ligger i Fennoskandinavien, i östra Pyrenéerna och i Alperna. Denna fjäril registrerades dessutom i östra Sibirien samt i Nordamerika. I Alperna lever den främst på bergsängar mellan 1500 och 2500 meter över havet. Den fullbildade fjärilen flyger under sommaren och ungdjurens metamorfos kan sträcka sig över två år. Larverna livnär sig av olika gröna växter, till exempel från violsläktet (Viola) eller från pilörter (Persicaria).
Hanar av fjällpärlemorfjäril har en orange grundfärg med ett mönster av svarta punkter och linjer. Däremot är honans grundfärg blåviolett med brun skugga.

### Boloria napaea napaea

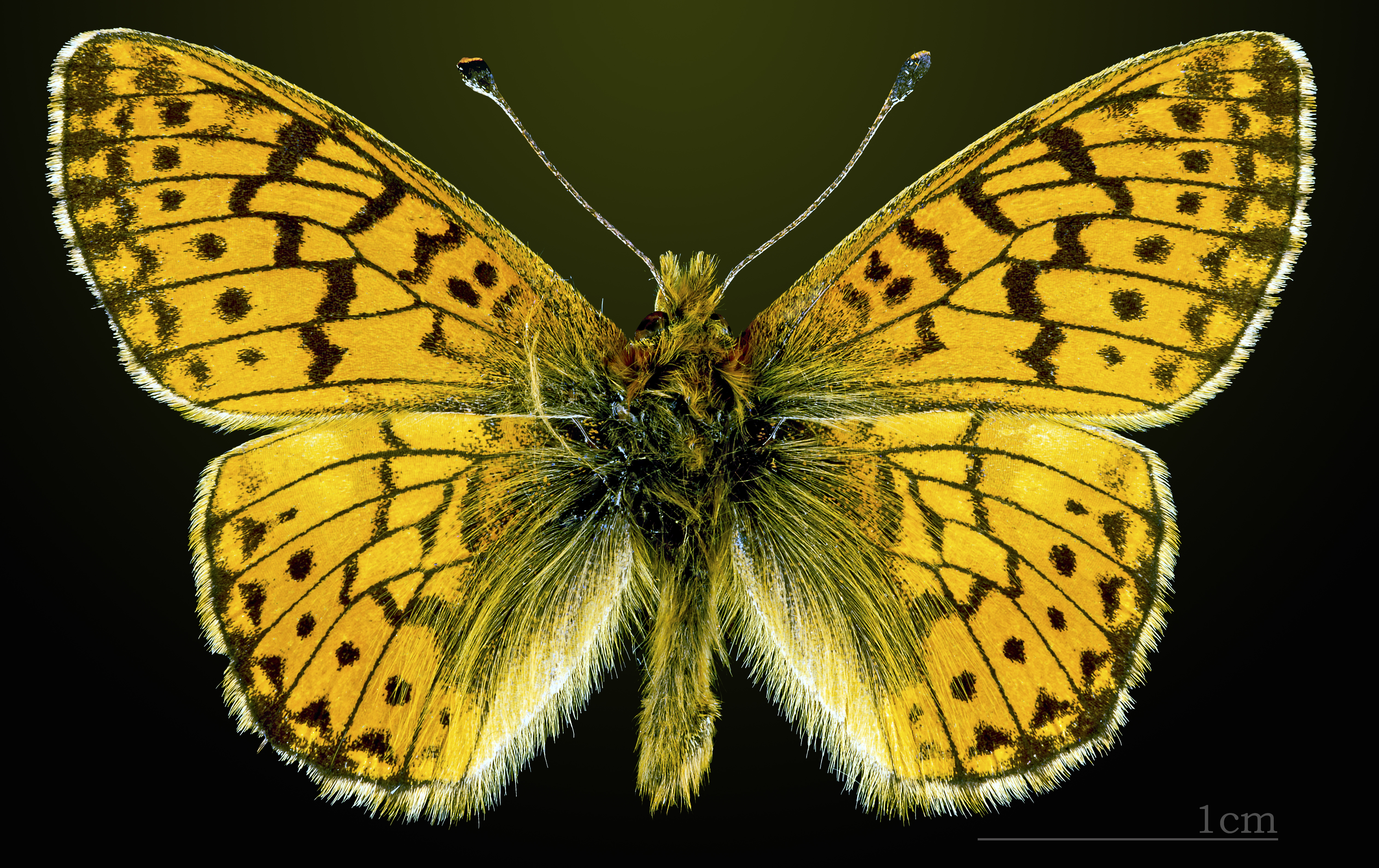
♂
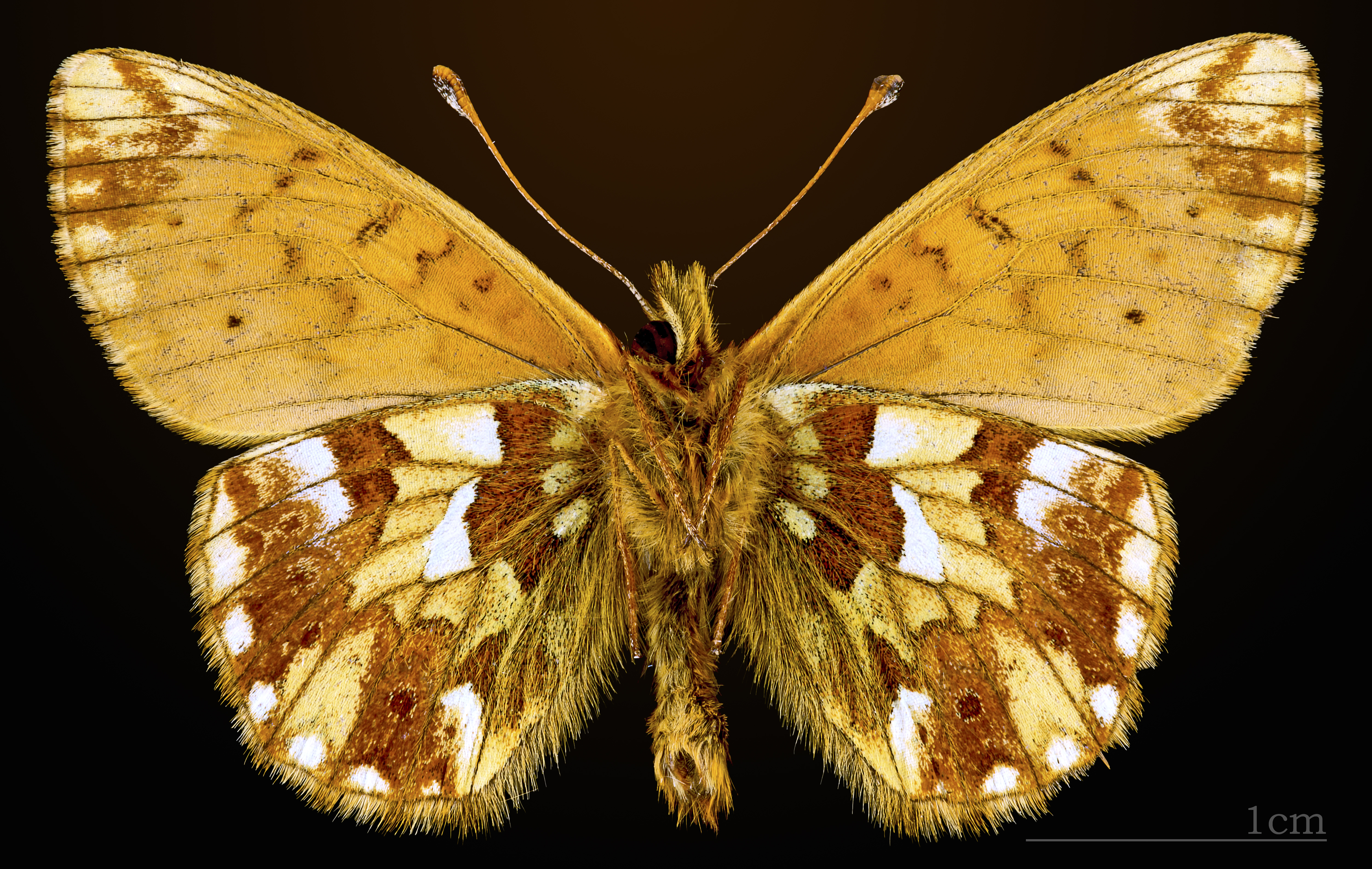
♂ △
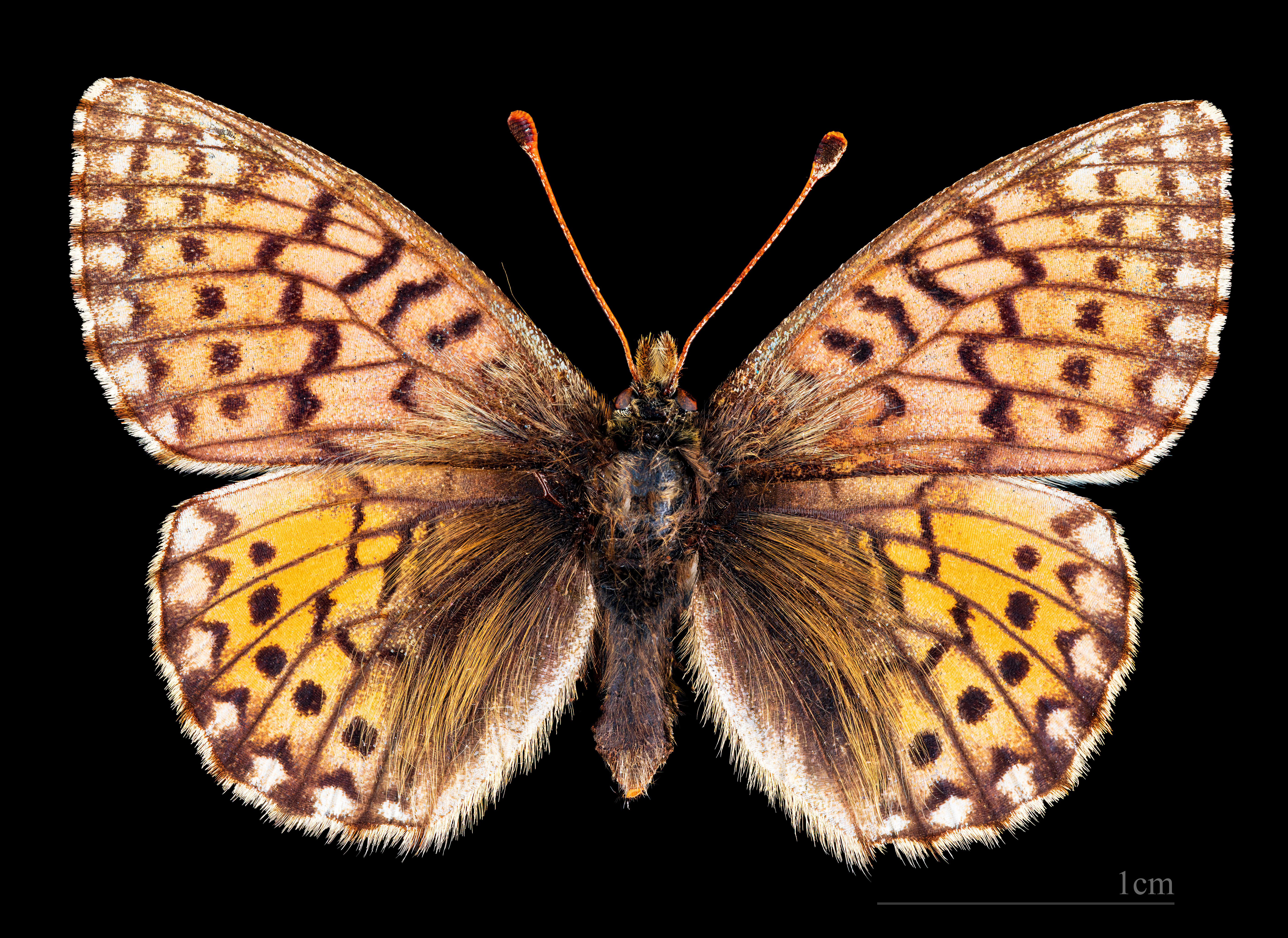
♀
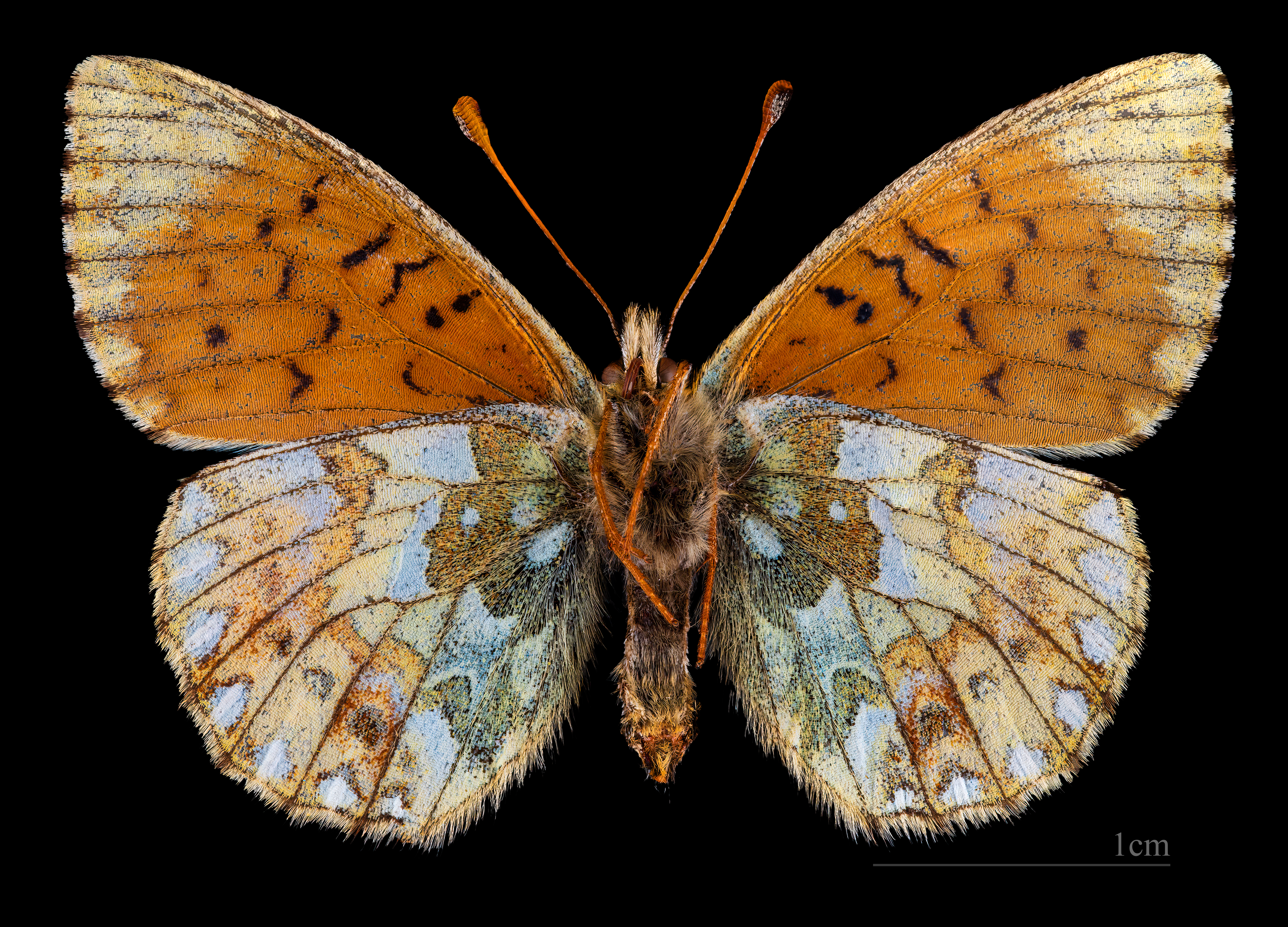
♀ △